# 2012년 하계 패럴림픽
2012년 하계 패럴림픽(영어: 2012 Summer Paralympics, XIV Paralympic Games)은 영국 런던에서 2012년 8월 29일부터 9월 9일까지 개최된 하계 패럴림픽이다.

## 경기장

#### 올림픽 파크
- 아쿠아틱 센터 – 수영
- 바스켓볼 아레나 – 휠체어 럭비, 휠체어 농구
- 이튼 매너 - 휠체어 테니스
- 코퍼 복스 – 골볼
- 벨로드롬 – 사이클
- 리버뱅크 아레나 – 7인제 축구, 5인제 축구
- 런던 올림픽 스타디움 – 개/폐회식, 육상

#### 리벌 존
- 엑셀 런던 – 보치아, 유도, 역도, 탁구, 좌식배구, 휠체어 펜싱
- 그리니치 파크 – 승마
- 노스 그리니치 아레나 - 휠체어 농구
- 왕립 포병대 - 양궁, 사격

#### 센트럴 존
- 런던 마라톤 코스 – 마라톤

#### 아웃사이드 그레이터 런던
- 브랜즈 해치 – 사이클 (로드레이스)
- 이튼 도니 – 조정
- 웨이머스 만 – 요트

## 참가국
2012년 하계 패럴림픽에는 역대 하계 패럴림픽 대회 사상 가장 많은 참가국이 참가했으며, 총 164개국이 참가하였다. 감비아, 기니비사우, 라이베리아, 모잠비크, 미국령 버진아일랜드, 브루나이, 산마리노, 솔로몬 제도, 앤티가 바부다, 조선민주주의인민공화국, 지부티, 카메룬, 코모로, 콩고 민주 공화국 14개국이 처음으로 하계 패럴림픽에 참가하였다.
트리니다드 토바고는 대한민국 서울에서 열린 1988년 하계 패럴림픽 대회 이후에 다시 선수단을 파견하였다. 말라위와 보츠와나는 자금 부족으로 인해 개회식 전에 철수하였다. 올림픽과 달리 페로 제도와 마카오는 국제 패럴림픽 위원회(IPC)에는 가입되어 있기에 패럴림픽에는 참가한다.
| - 아프가니스탄 (1) - 알바니아 (1) - 알제리 (31) - 안도라 (1) - 앙골라 (4) - 앤티가 바부다 (1) - 아르헨티나 (60) - 아르메니아 (2) - 오스트레일리아 (160) - 오스트리아 (32) - 아제르바이잔 (21) - 바레인 (2) - 바베이도스 (1) - 벨라루스 (31) - 벨기에 (40) - 베냉 (1) - 버뮤다 (1) - 보스니아 헤르체고비나 (12) - 브라질 (181) - 브루나이 (1) - 불가리아 (8) - 부르키나파소 (2) - 부룬디 (1) - 캄보디아 (1) - 카메룬 (1) - 캐나다 (147) - 카보베르데 (1) - 중앙아프리카 공화국 (1) - 칠레 (7) - 중화인민공화국 (284) - 콜롬비아 (37) - 코모로 (1) - 코스타리카 (2) - 코트디부아르 (4) - 크로아티아 (25) - 쿠바 (22) - 키프로스 (3) - 체코 (46) - 덴마크 (28) - 콩고 민주 공화국 (2) - 지부티 (1) - 도미니카 공화국 (2) - 에콰도르 (2) - 이집트 (40) - 엘살바도르 (1) - 에스토니아 (3) - 에티오피아 (4) - 페로 제도 (1) - 피지 (1) - 핀란드 (35) - 프랑스 (158) - 가봉 (1) - 감비아 (2) - 조지아 (2) - 독일 (152) - 가나 (4) - 영국 (294) (개최국) - 그리스 (62) - 과테말라 (1) - 기니비사우 (2) - 아이티 (3) - 온두라스 (1) - 홍콩 (28) - 헝가리 (33) - 아이슬란드 (4) - 인도 (10) - 인도네시아 (4) - 이란 (79) - 이라크 (19) - 아일랜드 (49) - 이스라엘 (25) - 이탈리아 (98) - 자메이카 (3) - 일본 (135) - 요르단 (8) - 카자흐스탄 (7) - 케냐 (13) - 조선민주주의인민공화국 (1) - 대한민국 (88) - 쿠웨이트 (6) - 키르기스스탄 (1) - 라오스 (1) - 라트비아 (8) - 레바논 (1) - 레소토 (1) - 라이베리아 (1) - 리비아 (2) - 리투아니아 (11) - 마카오 (2) - 마케도니아 공화국 (2) - 마다가스카르 (1) - 말레이시아 (23) - 말리 (1) - 몰타 (1) - 모리타니 (2) - 모리셔스 (2) - 멕시코 (81) - 몰도바 (2) - 몽골 (6) - 몬테네그로 (1) - 모로코 (30) - 모잠비크 (2) - 미얀마 (2) - 나미비아 (5) - 네팔 (2) - 네덜란드 (91) - 뉴질랜드 (24) - 니카라과 (2) - 니제르 (2) - 나이지리아 (27) - 노르웨이 (22) - 오만 (2) - 파키스탄 (2) - 팔레스타인 (2) - 파나마 (2) - 파푸아뉴기니 (2) - 페루 (1) - 필리핀 (9) - 폴란드 (100) - 포르투갈 (30) - 푸에르토리코 (2) - 카타르 (1) - 루마니아 (5) - 러시아 (181) - 르완다 (14) - 사모아 (2) - 산마리노 (1) - 사우디아라비아 (4) - 세네갈 (1) - 세르비아 (14) - 시에라리온 (1) - 싱가포르 (8) - 슬로바키아 (34) - 슬로베니아 (22) - 솔로몬 제도 (1) - 남아프리카 공화국 (62) - 스페인 (133) - 스리랑카 (7) - 수리남 (1) - 스웨덴 (59) - 스위스 (25) - 시리아 (5) - 중화 타이베이 (18) - 타지키스탄 (1) - 탄자니아 (1) - 태국 (49) - 동티모르 (1) - 통가 (1) - 트리니다드 토바고 (2) - 튀니지 (31) - 튀르키예 (69) - 투르크메니스탄 (5) - 우간다 (2) - 우크라이나 (150) - 아랍에미리트 (15) - 미국 (223) - 우루과이 (1) - 우즈베키스탄 (10) - 바누아투 (1) - 베네수엘라 (27) - 베트남 (11) - 미국령 버진아일랜드 (1) - 잠비아 (2) - 짐바브웨 (2) |

## 경기 종목
2000년 하계 패럴림픽 이후로 한동안 금지되었던 지적 장애인 선수의 패럴림픽 출전이 허용되었다.
| - 양궁 (9) - 육상 (170) - 보치아 (7) - 사이클 - 도로 (30) - 트랙 (20) - 승마 (11) - 5인제 축구 (1) | - 7인제 축구 (1) - 골볼 (2) - 유도 (13) - 파워리프팅 (20) - 조정 (4) - 요트 (3) - 사격 (12) - 수영 (148) | - 탁구 (29) - 좌식 배구 (2) - 휠체어 농구 (2) - 휠체어 펜싱 (12) - 휠체어 럭비 (1) - 휠체어 테니스 (6) |

## 일정
| ● | 개회식 |  | 경기 |  | 결승전 | ● | 폐회식 |

| 2012년 8월 / 9월   | 29 수 | 30 목 | 31 금 | 1 토 | 2 일 | 3 월 | 4 화 | 5 수 | 6 목 | 7 금 | 8 토 | 9 일 | 금메달 총합 |
| ------------------ | ----- | ----- | ----- | ---- | ---- | ---- | ---- | ---- | ---- | ---- | ---- | ---- | ----------- |
| 양궁               |       |       |       |      |      | 4    | 3    | 2    |      |      |      |      | 9           |
| 육상               |       |       | 11    | 17   | 20   | 17   | 21   | 20   | 21   | 16   | 23   | 4    | 170         |
| 보치아             |       |       |       |      |      |      | 3    |      |      |      | 4    |      | 7           |
| 사이클             |       | 5     | 5     | 5    | 3    |      |      | 18   | 4    | 6    | 4    |      | 50          |
| 승마               |       |       |       | 2    | 3    | 2    | 4    |      |      |      |      |      | 11          |
| 5인제 축구         |       |       |       |      |      |      |      |      |      |      | 1    |      | 1           |
| 7인제 축구         |       |       |       |      |      |      |      |      |      |      |      | 1    | 1           |
| 골볼               |       |       |       |      |      |      |      |      |      | 2    |      |      | 2           |
| 유도               |       | 4     | 4     | 5    |      |      |      |      |      |      |      |      | 13          |
| 파워리프팅         |       | 2     | 3     | 3    | 3    | 3    | 3    | 3    |      |      |      |      | 20          |
| 조정               |       |       |       |      | 4    |      |      |      |      |      |      |      | 4           |
| 요트               |       |       |       |      |      |      |      |      | 3    |      |      |      | 3           |
| 사격               |       | 2     | 2     | 2    | 1    | 1    | 1    | 1    | 2    |      |      |      | 12          |
| 수영               |       | 15    | 15    | 15   | 14   | 14   | 15   | 15   | 15   | 15   | 15   |      | 148         |
| 탁구               |       |       |       |      | 11   | 10   |      |      |      | 4    | 4    |      | 29          |
| 좌식 배구          |       |       |       |      |      |      |      |      |      | 1    | 1    |      | 2           |
| 휠체어 농구        |       |       |       |      |      |      |      |      |      | 1    | 1    |      | 2           |
| 휠체어 펜싱        |       |       |       |      |      |      | 4    | 4    | 2    | 1    | 1    |      | 12          |
| 휠체어 럭비        |       |       |       |      |      |      |      |      |      |      |      | 1    | 1           |
| 휠체어 테니스      |       |       |       |      |      |      |      | 1    |      | 2    | 3    |      | 6           |
| 요일별 금메달 총합 |       | 28    | 40    | 49   | 59   | 51   | 54   | 64   | 47   | 48   | 57   | 6    | 503         |
| 누적도수 총합      |       | 28    | 68    | 117  | 176  | 227  | 281  | 345  | 392  | 440  | 497  | 503  |             |
| 행사               | ●     |       |       |      |      |      |      |      |      |      |      | ●    |             |
| 2012년 8월 / 9월   | 29 수 | 30 목 | 31 금 | 1 토 | 2 일 | 3 월 | 4 화 | 5 수 | 6 목 | 7 금 | 8 토 | 9 일 | 금메달 총합 |

## 메달 집계
| 순위 | 국가           | 금메달 | 은메달 | 동메달 | 합계 |
| ---- | -------------- | ------ | ------ | ------ | ---- |
| 1    | 중화인민공화국 | 95     | 71     | 65     | 231  |
| 2    | 러시아         | 36     | 38     | 28     | 102  |
| 3    | 영국           | 34     | 43     | 43     | 120  |
| 4    | 우크라이나     | 32     | 24     | 28     | 84   |
| 5    | 오스트레일리아 | 32     | 23     | 30     | 85   |
| 6    | 미국           | 31     | 29     | 38     | 98   |
| 7    | 브라질         | 21     | 14     | 8      | 43   |
| 8    | 독일           | 18     | 26     | 22     | 66   |
| 9    | 폴란드         | 14     | 13     | 9      | 36   |
| 10   | 네덜란드       | 10     | 10     | 19     | 39   |

## 방송사
- 패럴림픽 - 올림픽 방송 서비스
  - 패럴림픽 유튜브 채널 (실시간 & 하이라이트)
- 일본 - NHK, 민방 (TV도쿄, TV아사히)
- 대한민국 - KBS 1TV, KBS 2TV, KBS 24시 뉴스, MBC TV, SBS TV
  - 대한장애인체육회TV 보관됨 2022-09-03 - 웨이백 머신
- 중국 - 중국중앙텔레비전
- 영국 - 채널 4
- 미국 - NBC
- 스페인 - TVE
- 프랑스 - 프랑스 텔레비지옹
- 이탈리아 - 이탈리아 방송 협회
- 폴란드 - 폴란드 텔레비전
- 중동아시아 - BeIN Sports
- 오스트레일리아 - 세븐 네트워크
- 라틴 아메리카 - Claro Sports
- 사하라 이남 아프리카 - TV5Monde
- 남아공 - SABC
- 브라질 - 헤지 글로부
- 멕시코 - 텔레비사
- 칠레 - 텔레비시온 나시오날 데 칠레

## 같이 보기
- 2012년 하계 올림픽